# Alex Kidd: High Tech World
Alex Kidd: High Tech World es un videojuego con elementos de Plataforma y Aventura, lanzada por Sega en 1987 para Sega Master System, esa es la parte de la serie Alex Kidd. Fue Modificada para la Versión Japonesa del Juego de Master System Anmitsu Hime (あんみつ姫?), fue basada de serie de mangas del mismo nombre.